# Eliza Frankenstein
Eliza Frankenstein, Taufname Frederika Regina Elisa Tracht (* 17. Mai 1830 in Kleestadt, Großherzogtum Hessen; † 3. Mai 1919 in Cincinnati, Ohio), war eine deutschamerikanische Landschaftsmalerin.

## Leben
Eliza Frankenstein war das sechste Kind und die jüngste Tochter des lutherischen Kantors, Privatlehrers und späteren Möbelschreiners Johannes Tracht (auch Drach, 1789–1842) und dessen Ehefrau Anna Katharina, geborene Vollhard (auch Vollhart, 1792–1871). Eliza hatte eine Schwester und vier Brüder: den Porträt-, Genre- und Landschaftsmaler John Frankenstein, den Landschaftsmaler Godfrey Frankenstein, Marie Frankenstein, die als Landschafts- und Blumenmalerin, Bildhauerin und Lehrerin wirkte, den Landschafts- und Porträtmaler sowie Journalisten George Frankenstein und schließlich Gustavus Frankenstein, der als Landschaftsmaler und Mathematiker hervortrat.
In der deutschen Heimat hatte der Vater in der Zeit der Demagogenverfolgung seine Stelle als Kantor und seine Zulassung als Privatlehrer verloren, nachdem bekannt geworden war, dass er mit dem in die Schweiz emigrierten Burschenschafter Adolf Ludwig Follen korrespondiert hatte. So der Existenzgrundlage beraubt, entschloss sich der Vater, mit seiner Familie in die Vereinigten Staaten auszuwandern. Die Familie kam 1831/1832 nach Cincinnati, Ohio, wo sie wegen der schlecht klingenden englischen Aussprache ihres Familiennamens Tracht (Drach) ihn in Frankenstein änderte, möglicherweise nach der Burg Frankenstein bei Darmstadt, in deren Nähe der Vater geboren worden war. Auch die Namen der Kinder wurden anglisiert.
Eliza malte Landschaften in den White Mountains und am Niagara River, zusammen mit ihrem Bruder Godfrey, etwa auch auf dessen letzter Reise zu den White Mountains im Jahr 1871. Auch kopierte sie nach seinen Werken. Nachdem die verwitwete Mutter 1849 mit ihren Kindern ein Grundstück mit Haus in Springfield, Ohio, erworben hatte, unterrichtete Eliza – wie ihre Brüder Godfrey und Gustavus – eine Weile am Springfield Female Seminary. 1873 erbte sie den Nachlass Godfreys, auch das Moving Panorama of Niagara Falls. Seine Bilder verkaufte sie nach und nach.
1893 zog sie mit ihrem Bruder Gustavus und ihrer Schwester Marie wieder nach Cincinnati, wo sie in Adressbüchern bis zur Jahrhundertwende als Künstlerin geführt wurde. Im Jahr 1907, so berichtete eine Zeitung, habe sie in schierer Not versucht, sich im Ohio River zu ertränken, weil sie „zu stolz war, Hilfe in Anspruch zu nehmen“. Von einem Passanten wurde sie gerettet. Danach lebte sie in einem Heim der Methodisten. Als letzte der Geschwister starb sie dort im Alter von 88 Jahren. Sie wurde auf dem Spring Grove Cemetery bestattet.